# アントワーヌ・アストイ
アントワーヌ・アストイ（Antoine Hastoy、1997年6月4日 - ）は、トップ14スタッド・ロシュレに所属するラグビー選手。

## プロフィール
- フランス・バイヨンヌ出身[1]。
- ポジションはスタンドオフ(SO)、フルバック(FB)。
- 身長 185cm、体重 110kg
- U20フランス代表に選ばれたことがある[2]。
- フランス代表キャップは5（2024年2月現在）でラグビーワールドカップ2023のフランス代表に選ばれた[3]。

## 略歴
ポーを経て、2022年、ラ・ロシェルに加入。